# STS-62
是历史上第六十次航天飞机任务，也是哥倫比亞號太空梭的第十六次太空飞行。

## 任务成员
- 约翰·卡斯帕（John Casper，曾执行、以及任务），指令长
- 安德鲁·艾伦（Andrew M. Allen，曾执行、以及任务），飞行员
- 皮埃尔·苏厄特（Pierre J. Thuot，曾执行、以及任务），任务专家
- 查尔斯·格马（Charles D. Gemar，曾执行、以及任务），任务专家
- 玛莎·埃文斯（Marsha Ivins，曾执行、以及任务），任务专家